# مهمة سولار ماكسيموم
مهمة سولار ماكسيموم صممت للتحقق من الظواهر الشمسية و التوهجات الشمسية بشكل خاص. أطلقت في 14 فبراير من عام 1980.
وعلى الرغم من أن هذه المهمة لم تكن فريدة من نوعها إلا أن عمر مهمتها كان طويلاً مقارنة مع مهمات مماثلة. فقد زود المكوك بذراع روبوتي استطاع تصليح المسبار ذاتياً بالتحكم عن بعد.
انتهت مهمة المسبار في 2 ديسمبر 1989 حين أعيد ادخال المسبار إلى الغلاف الجوي واحترق هناك